# Saas-Balen
Saas-Balen es una comuna suiza del cantón del Valais, localizada en el distrito de Visp. Limita al norte y noroeste con la comuna de Eisten, al este con Simplon, al sur con Saas-Grund y Saas-Fee, y al oeste con Sankt Niklaus.